# Ian MacPherson (historien)
Ian MacPherson (né en 1939 à Toronto - mort le 16 novembre 2013) est un historien canadien et un adepte du mouvement coopératif.
Il est lauréat du Rochdale Pioneers Award en 2005.

## Source
- (en) Cet article est partiellement ou en totalité issu de l’article de Wikipédia en anglais intitulé « Ian MacPherson (historian) » (voir la liste des auteurs).